# Handley Page Type S
Handley Page Type S hay HPS-1 là một mẫu thử máy bay tiêm kích trên tàu sân bay của Anh phát triển cho Hải quân Hoa Kỳ vào đầu thập niên 1920.

## Quốc gia sử dụng
Hoa Kỳ
- Hải quân Hoa Kỳ

## Tính năng kỹ chiến thuật
Dữ liệu lấy từ Handley Page Aircraft since 1907 
Đặc điểm tổng quát
- Kíp lái: 1
- Chiều dài: 21 ft 5½ in (6,54 m)
- Sải cánh: 29 ft 3 in (8,92 m)
- Chiều cao: 9 ft 7 in [2] (2,92 m)
- Diện tích cánh: 114,5 sq ft (10,6 m²)
- Trọng lượng rỗng: 1.320 lb (600 kg)
- Trọng lượng cất cánh tối đa: 2.030 lb (923 kg)
- Động cơ: 1 × Bentley BR2, 230 hp (172 kW)

 Hiệu suất bay 
- Vận tốc cực đại: 146,5 mph (127 knot, 236 km/h)
- Vận tốc tắt ngưỡng: 44 mph (38 knot, 71 km/h)
- Trần bay: 21.000 ft (6.400 m)
- Vận tốc lên cao: 1.800 ft/phút [3] (9,1 m/s)
- Thời gian bay: 3 h[3]

Trang bị vũ khí

- Súng: 2× súng máy Marlin .30 in